# قراصنة اللحية السوداء
قراصنة اللحية السوداء هم طاقم قراصنة ظهروا في سلسلة أنمي ومانغا ون بيس، وهم اقوياء جدا من اقوى القراصنة في ون بيس وقائدهم هو اليونيكو مارشال دي تيتش الملقب باللحية السوداء.

## أعضاء الطاقم
| الاسم          | المكافأة      |
| -------------- | ------------- |
| مارشال دي تيتش | 2.247.600.000 |
| شيريو          | غير معروف     |
| فاسكو          | غير معروف     |
| سانجوان ولف    | غير معروف     |
| آفالو بيزارو   | غير معروف     |
| جيسوس بورجس    | غير معروف     |
| لافيت          | غير معروف     |
| فان أوغر       | غير معروف     |
| دي أوس كيو     | غير معروف     |
| كاترينا ديفون  | غير معروف     |

مارشال دي تيتش مكافأته هي 2.247.600.000 بيلي، وهو كابتن الطاقم وأحد اليونيكو الأربعة، ويعرف باسم اللحية السوداء، ويعبتر من اقوى الشخصيات في ون بيس، فهو يمتلك قدرة فاكهة يامي يامي نومي (فاكهة الظلام) التي تسمح له بمنع مستخدمي فواكه الشيطان الأخرى من استخدام قدرتهم ضده، وقد تمكن من هزيمة قائد الفرقة الثانية لقراصنة اللحية البيضاء «قبضة النار» بورتغاس دي إيس وتسليمه للحكومة، وأيضا قد اكل فاكهة اللحية البيضاء غورا غورا نومي (الزلازل) مما جعله يمتلك قوة لتدمير العالم، وهو الشخص الوحيد الذي اكل فاكهتين، وقد كان سابقا أحد قراصنة اللحية البيضاء، وقد اقتحم الامبل داون من أجل أعضاء طاقم جدد، وبعد سنة واحده من انتهاء حرب المارينفورد هجم تيتش وطاقمه على قرية اللحية ابيضاء فقام وماركو ومن تبقى معه من طاقم اللحية البيضاء بالوقوف امامه لمنعه من تدمير القرية فنشبت حرب بينهم وصل صداها لجميع انحاء العالم وانتهت بهزيمة ساحقة لماركو ورفاقه وبعدها أصبح تيتش رسميا أحد اليونكو، وتيتش يعتبر أحد اقوى الشخصيات في ون بيس وهو قريب جدا ليصبح ملك القراصنة.
جيسوس بورجس هو ربان الطاقم ويعتبر من اقوى الأعضاء فهو يتميز بقوة بدنية هائلة جدا، وهو مصارع يلقب نفسه بالبطل، وقد تمكن من هزيمة جميع منافسيه في موك تاون، وقد تمكن من حمل منزل كامل ورميه على إيس، وبسبب قوته الهائلة أصبح ربان السفينة الأولى من قراصنة اللحية السوداء، وقد شارك في بطولة كوريدا الكولوسيوم بلوك A وتمكن من الفوز بسهولة في مجموعته، وأيضا هو متقن لهاكي التصلب وقد ظهر ذالك عندما قاتل مونكي دي لوفي في البطولة، خاض مواجهة ضد سابو الرجل الثاني في الجيش الثوري انتهت بفوز سابو، ويعتبر بورجس من اقوى شخصيات ون بيس.
فان أوغر وهو قناص الطاقم ويعتبر اقوى قناص ظهر في ون بيس حيث أنه صنف أفضل من ياسوب، وهو يتميز بذكاء وهدوئ وأيضا يمتلك قوة بصر شديدة جدا حيث تمكن من قنص طيور النورس من مسافة بعيدة لدرجة ان الطيور سقطت على سفينة قراصنة قبعة القش وهم لم يتمكنوا من رؤية الجزيرة حتى، وأيضا هو يتميز بسرعة فائقة.
لافيت هو ملاح الطاقم وشرطي سابق وهو رجل متخفي دائما، حيث أنه تمكن من التسلل إلى أرض ماريجوس التي تحكمها حكومة العالم وقاطع اجتماع الشيشيبوكاي بدون أن يعرفه أحد، ولم تعرف قوته بعد لكن على الاغلب بأنه يمتلك قدرة فاكهة الشيطان تمكنه من تحول ذراعيه إلى اجنحة أي انها قد تكون من نوع الزون، وأيضا هو قادر على التنويم مغناطيسي لأي شخص يريد.
دي أوس كيو وهو طبيب الطاقم ويمتلك حصان خاص ويعتبر الحصان من أعضاء الطاقم ويسمى ب«سترونغر»، وهو دائما رجل مريض وكسول حتى حصانه كذالك، ولا يبدو قويا ورغم ذالك فهو أحد أعضاء طاقم اليونيكو اللحية السوداء.
شيريو المطر ريئس الحرس السابق في سجن الامبل داون، وهو شخص قوي جدا في المبارزة وقد اعتبر مساوي لقدرة رئيس السجن القوي جدا ماجيلان، ويمتلك شيريو سيفا ذو ضوء احمر ويبدو قويا جدا لدرجة فائقة، وفي بعد أن انضم لقراصنة اللحية السوداء أصبح ربان السفينة الثانية للطاقم.
بقية الطاقم وهم سانجوان ولف هو العملاق الكبير جدا جدا لدرجة ان حجمه أكبر من حجم أورز ويعتبر أكبر مخلوق في ون بيس، وقد كان أحد سجناء المستوى السادس في الامبل داون

و أيضا «فاسكو» وهو يلقب بالسكير الكبير، ولم تظهر قوته لكنه كان أحد سجناء المستوى السادس في الامبل داون، و «بيزارو آفالو» لم تظهر قوته في الأنمي والمانغا لكنه كان سجين في المستوى السادس في الامبل داون، واخيرا «كاترينا ديفون» مكافأته غير معروفة، وهي امرأة ضخمة كبيرة الحجم وقد كانت محبوسة في المستوى السادس في الامبل داون مما يعني بانها خطرة جدا.

## حلفاء
كوزان وهو إدميرال سابق في البحرية وكان يعرف باسم «أوكيجي»، ولكنه استقال من منصبه بعد أن هزم من الإدميرال أكاينو، وقد سرب معلومة لقراصنة اللحية السوداء وتحالف معهم لأسباب مجهولة رغم كونه يكره القراصنة، ويعبتر كوزان هو من اقوى شخصيات ون بيس حيث أنه حصل على منصب ادميرال ثاني أعلى رتبة في البحرية، وقد اكل كوزان من فاكهة هي هي نومي فاكهة الجليد والتي تمكنه من تجميد أي شيء في لحضات، ويعبتر اقوى من جميع طاقم اللحية السوداء في ماعدى تيتش، وقد ذكر بان جميع الإدميرالات يمتلكون الهاكي الملكي لذالك فهو يمتلكه، وقد تدخل في احداث بانك هازارد وانقذ سموكر وكاد كوزان ان يقتل الشيشيبوكاي دون كيهوتي دوفلامنجو لو لا انسحاب الاخير من المعركة، ويعبتر كوزان من اقوى شخصيات ون بيس على الإطلاق.